# Jun Mizutani
Jun Mizutani (Japans: 水谷 隼, Mizutani Jun) (Iwata, 9 juni 1989) is een linkshandige Japanse tafeltennisser. Hij won tijdens het Korea Open in augustus 2009 zijn eerste enkelspeltitel op de ITTF Pro Tour, nadat hij eerder dat jaar samen met landgenoot Seiya Kishikawa ook zijn eerste twee dubbeltoernooien daarop won.
Mizutani bereikte in februari 2017 zijn hoogste positie op de ITTF-wereldranglijst, toen hij vierde stond.

## Sportieve loopbaan
Mizutani is de zoon van een vader en moeder die allebei tafeltennistraining geven in Japan. Hij begon zelf te spelen op vijfjarige leeftijd. Vervolgens werd hij ontdekt door de Kroatische trainer Mario Amizic.
Mizutani is sinds 2003 actief in de Duitse competitie. Voor hij in 2006 werd aangetrokken door Borussia Düsseldorf speelde hij voor DJK Borussia 07 Münster in de Regionnalliga en voor DJK Germania Holthausen in de 2. Bundesliga. Mizutani nam namens Japan deel aan de Olympische Zomerspelen 2008, waarop hij tot de laatste 32 kwam en met de Japanse nationale ploeg vijfde werd.
Op de Olympische Spelen van 2020 in Tokyo behaalde hij goud in het gemengd dubbel, aan de zijde van Mima Ito, tegen de Chinese favorieten Xu Xin en Liu Shiwen. Na afloop van de Spelen kondigde Jun zijn afscheid aan, wegens verslechterend zicht. 

## Erelijst
Belangrijkste resultaten:
- Brons dubbelspel wereldkampioenschappen tafeltennis 2009 (met Seiya Kishikawa)
- Brons ploegentoernooi WK 2008 (met Japan)
- Brons Azië Cup 2007
- Wereldkampioen jeugd 2004 dubbelspel
- Wereldkampioen jeugd 2005 ploegentoernooi
- Verliezend finalist WK jeugd 2005
- Aziatisch jeugdkampioen 2003 (kadetten)
- Aziatisch jeugdkampioen 2007 dubbelspel (junioren)

ITTF Pro Tour:
Enkelspel:
- Winnaar Korea Open 2009
- Winnaar Japan Open 2012

Dubbelspel:
- Winnaar Japan Open 2009 (met Seiya Kishikawa)
- Winnaar China Open 2009 (met Seiya Kishikawa)

- Bibliotheek van het Japanse parlement: 001193227
- Virtual International Authority File: 315085261

2020: Mima Ito / Jun Mizutani · 2024: Wang Chuqin / Sun Yingsha